# Edmond Rabbath
 (novembre 2014).
Si vous disposez d'ouvrages ou d'articles de référence ou si vous connaissez des sites web de qualité traitant du thème abordé ici, merci de compléter l'article en donnant les références utiles à sa vérifiabilité et en les liant à la section « Notes et références ».
Edmond Rabbath (Alep, 1902 ou 1904 - Beyrouth, 1991) est un historien et juriste syrien, naturalisé libanais, de confession syrienne-catholique. Il est spécialiste de la Syrie, du Liban, de la Palestine et de l'histoire de l'islam. C'est l'un des théoriciens de l'arabité et de la laïcité dans le monde arabe. Il a influencé aussi le Parti Baas (ḥizb al-baʿṯh), fondé en 1940 par les Syriens Michel 'Aflak (grec-orthodoxe), Zaki al-Arsûzi (alaouite) et Salah Eddine al-Bîtâr (sunnite). Licencié ès lettres, docteur en droit de la Sorbonne (1928), il est également diplômé de science politique de Paris. Il a participé à la rédaction de la Constitution syrienne.

## Carrière
Edmond Rabbath a été professeur à l'Université libanaise. En sa qualité de constitutionnaliste d'envergure internationale, il a inspiré et rédigé plusieurs textes constitutionnels promulgués en Syrie par le haut-commissaire Henri Ponsot, en 1930. Élu député au Parlement syrien (1936), il fait partie de la délégation syrienne qui se rend à Paris pour signer le traité franco-syrien qui devait mettre un terme au mandat français. Il a dirigé plusieurs ouvrages collectifs et préfacé trois essais de Georges Corm (1971), Youakim Moubarac (1977) et Abdallah Naaman (1979). Polyglotte, il parlait l'arabe, le français, l'anglais, l'allemand, l'italien, le latin et le turc.

## Publications
Une trentaine, en arabe et en français, dont (en français) :
- Les « États-Unis de Syrie » !…, Imprimerie la Renaissance, Qastûn, Alep, 1925
- L’Évolution politique de la Syrie sous Mandat de 1920 à 1925, les Presses modernes, Paris, 1928 (Thèse pour le doctorat en droit, Université de Paris, Faculté de droit)
- Unité syrienne et devenir arabe, Marcel Rivière, Paris, 1937
- Mer rouge et golfe d'Aqaba, Beyrouth, 1946
- La Formation historique du Liban politique et constitutionnel, Publications de l'Université libanaise, Beyrouth, 1973
- L'Orient chrétien à la veille de l'Islam, Publications de l'Université libanaise, Beyrouth, 1980
- La Constitution libanaise : origines, textes et commentaires, Publications de l'Université libanaise, Beyrouth, 1982
- L'Insurrection syrienne de  1925-1927, in La Revue Historique, Paris, avril-juin 1982, pages 405-447.
- Les Chrétiens dans l'islam des premiers temps, Publications de l'Université libanaise, Beyrouth, 2 tomes, 1985
- La Conquête arabe sous les quatre premiers califes, Publications de l'Université libanaise, Beyrouth, 1985
- Mahomet, prophète arabe et fondateur d'État, Publications de l'Université libanaise, Beyrouth, 1989